# Antonio Cavero
Antonio Cavero Lataillade (San Sebastián, Guipúzcoa, 7 de febrero de 1932 - Madrid, 17 de noviembre de 2013) fue un arquitecto español. En su juventud destacó como jugador de hockey sobre hierba. Su logro más importante en este deporte fue una medalla de bronce  en los juegos olímpicos de Roma 1960 como integrante de la selección de España,. A raíz de este hecho recibió la Medalla de Plata al Mérito Deportivo.
Cavero pertenecía a una rica e influyente familia de la nobleza con un gran patrimonio inmobiliario en Madrid. Su hermano fue el abogado y político Íñigo Cavero.

## Participaciones en Juegos Olímpicos
- Roma 1960, medalla de bronce.